# Filmjahr 1996
Liste der Filmjahre

◄◄ | ◄ | 1992 | 1993 | 1994 | 1995 | Filmjahr 1996 | 1997 | 1998 | 1999 | 2000 | ► | ►►

Weitere Ereignisse

## Ereignisse
- 8. August: Der US-amerikanische Actionfilm Mission: Impossible startet in den deutschen Kinos. Er bildet den Auftakt zu einer 8-teiligen Filmreihe.
- 19. Dezember: Der US-amerikanische Science Fiction-Film Star Trek - Der erste Kontakt startet in den deutschen Kinos.
- Die Sieger der BRAVO Otto Leserwahl 1996:
  - Kategorie – männliche Filmstars: Gold Tom Cruise, Silber Brad Pitt, Bronze Tom Hanks
  - Kategorie – weibliche Filmstars: Gold Sandra Bullock, Silber Michelle Pfeiffer, Bronze Pamela Anderson

## Top 10 der erfolgreichsten Filme

### In Deutschland
Die zehn erfolgreichsten Filme an den deutschen Kinokassen nach Besucherzahlen (Stand: 9. September 2011):
| Platz | Filmtitel                        | Besucher  |
| ----- | -------------------------------- | --------- |
| 1.    | Independence Day                 | 9.258.993 |
| 2.    | Werner – Das muß kesseln!!!      | 4.951.385 |
| 3.    | Twister                          | 3.678.905 |
| 4.    | Dangerous Minds – Wilde Gedanken | 3.463.370 |
| 5.    | The Rock – Fels der Entscheidung | 3.422.234 |
| 6.    | Männerpension                    | 3.323.584 |
| 7.    | Mission: Impossible              | 3.309.721 |
| 8.    | Der Glöckner von Notre Dame      | 2.999.154 |
| 9.    | Der verrückte Professor          | 2.910.687 |
| 10.   | Der Club der Teufelinnen         | 2.860.878 |

### In den Vereinigten Staaten
Die zehn erfolgreichsten Filme an den US-amerikanischen Kinokassen nach Einspielergebnis in US-Dollar (Stand: 9. September 2011):
| Platz | Filmtitel                        | Einnahmen     |
| ----- | -------------------------------- | ------------- |
| 1.    | Independence Day                 | $ 306.169.268 |
| 2.    | Twister                          | $ 241.721.524 |
| 3.    | Mission: Impossible              | $ 180.981.856 |
| 4.    | Jerry Maguire                    | $ 153.952.592 |
| 5.    | Kopfgeld – Einer wird bezahlen   | $ 136.492.681 |
| 6.    | 101 Dalmatiner                   | $ 136.189.294 |
| 7.    | The Rock – Fels der Entscheidung | $ 134.069.511 |
| 8.    | Der verrückte Professor          | $ 128.814.019 |
| 9.    | The Birdcage                     | $ 124.060.553 |
| 10.   | Die Jury                         | $ 108.766.007 |

### Weltweit
Die zehn weltweit erfolgreichsten Filme nach Einspielergebnis in US-Dollar (Stand: 9. September 2011):
| Platz | Filmtitel                        | Einnahmen     |
| ----- | -------------------------------- | ------------- |
| 1.    | Independence Day                 | $ 817.400.891 |
| 2.    | Twister                          | $ 494.471.524 |
| 3.    | Mission: Impossible              | $ 457.696.359 |
| 4.    | The Rock – Fels der Entscheidung | $ 335.062.621 |
| 5.    | Der Glöckner von Notre Dame      | $ 325.338.851 |
| 6.    | 101 Dalmatiner                   | $ 320.689.294 |
| 7.    | Kopfgeld – Einer wird bezahlen   | $ 309.492.681 |
| 8.    | Der verrückte Professor          | $ 273.961.019 |
| 9.    | Jerry Maguire                    | $ 273.552.592 |
| 10.   | Eraser                           | $ 242.295.562 |

## Filmpreise

### Golden Globe Award
Am 21. Januar fand im Beverly Hilton Hotel in Los Angeles die Golden-Globe-Verleihung statt.
- Bestes Drama: Sinn und Sinnlichkeit von Ang Lee
- Bestes Musical/Komödie: Ein Schweinchen namens Babe von Chris Noonan
- Bester Schauspieler (Drama): Nicolas Cage in Leaving Las Vegas
- Beste Schauspielerin (Drama): Sharon Stone in Casino
- Bester Schauspieler (Musical/Komödie): John Travolta in Schnappt Shorty
- Beste Schauspielerin (Musical/Komödie): Nicole Kidman in To Die For
- Bester Nebendarsteller: Brad Pitt in 12 Monkeys
- Beste Nebendarstellerin: Mira Sorvino in Geliebte Aphrodite
- Bester Regisseur: Mel Gibson für Braveheart
- Cecil B. DeMille Award: Sean Connery

### Oscar
Die Oscarverleihung fand am 25. März im Dorothy Chandler Pavilion in Los Angeles statt. Moderatorin war Whoopi Goldberg.
- Bester Film: Braveheart von Mel Gibson, Alan Ladd Jr. und Bruce Davey
- Bester Hauptdarsteller: Nicolas Cage in Leaving Las Vegas
- Beste Hauptdarstellerin: Susan Sarandon in Dead Man Walking – Sein letzter Gang
- Bester Regisseur: Mel Gibson für Braveheart
- Bester Nebendarsteller: Kevin Spacey in Die üblichen Verdächtigen
- Beste Nebendarstellerin: Mira Sorvino in Geliebte Aphrodite
- Bester fremdsprachiger Film: Antonias Welt von Marleen Gorris
- Ehrenoscar: Kirk Douglas und Chuck Jones

Vollständige Liste der Preisträger

### Internationale Filmfestspiele von Cannes 1996
Das Festival begann am 9. Mai und endete am 20. Mai. Die Jury unter Präsident Francis Ford Coppola vergab folgende Preise:
- Goldene Palme: Lügen & Geheimnisse von Mike Leigh
- Bester Schauspieler: Daniel Auteuil und Pascal Duquenne in Am achten Tag
- Beste Schauspielerin: Brenda Blethyn in Lügen & Geheimnisse
- Beste Regie: Joel Coen für Fargo
- Großer Preis der Jury: Breaking the Waves von Lars von Trier

### Internationale Filmfestspiele Berlin 1996
Das Festival begann am 15. Februar und endete am 26. Februar. Die Jury unter Präsident Nikita Mikhalkov vergab folgende Preise:
- Goldener Bär: Sinn und Sinnlichkeit von Ang Lee
- Bester Schauspieler: Sean Penn in Dead Man Walking – Sein letzter Gang
- Beste Schauspielerin: Anouk Grinberg in Mein Mann – Für deine Liebe mach’ ich alles
- Bester Regisseur: Richard Loncraine für Richard III. und Ho Yim für Taiyang you er

### Filmfestspiele von Venedig
Das Festival begann am 28. August und endete am 7. September. Die Jury unter Präsident Roman Polański vergab folgende Preise:
- Goldener Löwe: Michael Collins von Neil Jordan
- Bester Schauspieler: Liam Neeson in Michael Collins
- Beste Schauspielerin: Victoire Thivisol in Ponette

### Europäischer Filmpreis
- Bester europäischer Film: Breaking the Waves von Lars von Trier
- Bester Darsteller: Ian McKellen in Richard III.
- Beste Darstellerin: Emily Watson in Breaking the Waves

### Deutscher Filmpreis
- Bester Film: Der Totmacher von Romuald Karmakar
- Beste Regie: Romuald Karmakar für Der Totmacher
- Beste Hauptdarstellerin: Katja Riemann für Nur über meine Leiche und Stadtgespräch
- Bester Hauptdarsteller: Götz George für Der Totmacher

### César
- Bester Film: Hass von Mathieu Kassovitz
- Beste Regie: Claude Sautet für Nelly & Monsieur Arnaud
- Bester Hauptdarsteller: Michel Serrault für Nelly & Monsieur Arnaud
- Beste Hauptdarstellerin: Isabelle Huppert für Biester
- Bester Nebendarsteller: Eddy Mitchell für Das Glück liegt in der Wiese
- Beste Nebendarstellerin: Annie Girardot für Les Misérables
- Bester ausländischer Film: Land and Freedom von Ken Loach

### British Academy Film Award
- Bester Film: Sinn und Sinnlichkeit von Ang Lee und Die üblichen Verdächtigen von Bryan Singer
- Beste Regie: Michael Radford für Der Postmann
- Bester Hauptdarsteller: Nigel Hawthorne für King George – Ein Königreich für mehr Verstand
- Beste Hauptdarstellerin: Emma Thompson für Sinn und Sinnlichkeit
- Bester Nebendarsteller: Tim Roth für Rob Roy
- Beste Nebendarstellerin: Kate Winslet für Sinn und Sinnlichkeit
- Bester nicht-englischsprachiger Film: Der Postmann von Michael Radford

### New York Film Critics Circle Award
- Bester Film: Fargo von Ethan und Joel Coen
- Beste Regie: Lars von Trier für Breaking the Waves
- Bester Hauptdarsteller: Geoffrey Rush in Shine – Der Weg ins Licht
- Beste Hauptdarstellerin: Emily Watson in Breaking the Waves
- Bester Nebendarsteller: Harry Belafonte in Kansas City
- Beste Nebendarstellerin: Courtney Love in Larry Flynt – Die nackte Wahrheit
- Beste Kamera: Robby Müller für Breaking the Waves und Dead Man
- Bester ausländischer Film: Ayneh von Jafar Panahi

### National Board of Review
- Bester Film: Shine – Der Weg ins Licht von Scott Hicks
- Beste Regie: Ethan und Joel Coen für Fargo
- Bester Hauptdarsteller: Tom Cruise in Jerry Maguire – Spiel des Lebens
- Beste Hauptdarstellerin: Frances McDormand in Fargo
- Bester Nebendarsteller: Edward Norton in Alle sagen: I love you
- Beste Nebendarstellerin: Juliette Binoche und Kristin Scott Thomas in Der englische Patient
- Bestes Schauspielensemble: Der Club der Teufelinnen von Hugh Wilson
- Bester fremdsprachiger Film: Ridicule – Von der Lächerlichkeit des Scheins von Patrice Leconte

### Los Angeles Film Critics Association Awards
- Bester Film: Lügen und Geheimnisse von Mike Leigh
- Beste Regie: Mike Leigh für Lügen und Geheimnisse
- Bester Hauptdarsteller: Geoffrey Rush in Shine – Der Weg ins Licht
- Beste Hauptdarstellerin: Brenda Blethyn in Lügen und Geheimnisse
- Bester Nebendarsteller: Edward Norton in Alle sagen: I love you, Larry Flynt – Die nackte Wahrheit und Zwielicht
- Beste Nebendarstellerin: Barbara Hershey in Portrait of a Lady
- Bester fremdsprachiger Film: Biester von Claude Chabrol

### Jupiter
- Bester Film international: Apollo 13 von Ron Howard
- Bester deutscher Film: Der Totmacher von Romuald Karmakar
- Bester Regisseur: Mel Gibson für Braveheart
- Bester Darsteller: Johnny Depp in Don Juan DeMarco
- Beste Darstellerin: Sandra Bullock in Während Du schliefst

### Weitere Filmpreise und Auszeichnungen
- AFI Life Achievement Award: Clint Eastwood
- Amanda: Kjærlighetens kjøtere von Hans Petter Moland (Bester norwegischer Film), Der Postmann von Michael Radford (Bester ausländischer Film)
- American Comedy Awards: John Travolta in Schnappt Shorty (Lustigster Hauptdarsteller), Alicia Silverstone in Clueless – Was sonst! (Lustigste Hauptdarstellerin), Dennis Farina in Schnappt Shorty (Lustigster Nebendarsteller), Bette Midler in Schnappt Shorty (Beste Nebendarstellerin)
- American Society of Cinematographers Award: John Seale für Der englische Patient
- Australian Film Institute Award: Shine – Der Weg ins Licht von Scott Hicks (Bester australischer Film), Fargo von Ethan und Joel Coen (Bester ausländischer Film)
- Böhmischer Löwe: Kolya von Jan Svěrák
- Chlotrudis Awards: Dead Man Walking – Sein letzter Gang von Tim Robbins
- David di Donatello: Ferie d’agosto (Bester italienischer Film) und Nelly & Monsieur Arnaud (Bester ausländischer Film)
- Deutscher Kritikerpreis: Egon Humer
- Directors Guild of America Award: Ron Howard für Apollo 13, Woody Allen (Lebenswerk)
- Ernst-Lubitsch-Preis: Katja Riemann
- Evening Standard British Film Award: King George – Ein Königreich für mehr Verstand von Nicholas Hytner
- Genie Award: Lilies – Theater der Leidenschaft von John Greyson
- Gilde-Filmpreis: Der Postmann von Michael Radford (Gold ausländischer Film), Schlafes Bruder von Joseph Vilsmaier (Gold deutscher Film), Sinn und Sinnlichkeit von Ang Lee (Silber ausländischer Film), Der Totmacher von Romuald Karmakar (Silber deutscher Film)
- Guldbagge: Schön ist die Jugendzeit von Bo Widerberg
- Independent Spirit Awards 1996: Leaving Las Vegas von Mike Figgis (Bester Film) und Vor dem Regen von Milčo Mančevski
- Internationales Filmfestival Karlovy Vary: Gefangen im Kaukasus von Sergei Bodrow
- Louis-Delluc-Preis: Gibt es zu Weihnachten Schnee? von Sandrine Veysset
- MTV Movie Awards: Se7en von David Fincher
- Nastro d’Argento: Der Mann, der die Sterne macht von Giuseppe Tornatore und Der Blick des Odysseus von Theo Angelopoulos
- National Society of Film Critics Award: Ein Schweinchen namens Babe von Chris Noonan
- People’s Choice Award: Apollo 13 von Ron Howard (Bester Film und Bestes Filmdrama), Der dritte Frühling von Howard Deutch (Beste Filmkomödie)
- Political Film Society Award für Frieden: Michael Collins von Neil Jordan
- Political Film Society Award für Menschenrechte: Das Attentat von Rob Reiner
- Preis der deutschen Filmkritik: Das Leben ist eine Baustelle von Wolfgang Becker
- Prix Lumières: Hass von Mathieu Kassovitz
- Robert: Menneskedyret von Carsten Rudolf (Bester dänischer Film), Smoke von Wayne Wang (Bester ausländischer Film)
- Satellite Awards: Fargo (Bester Film/Drama) und Evita (Bester Film/Komödie-Musical)
- Screen Actors Guild Awards: Nicolas Cage für Leaving Las Vegas und Susan Sarandon für Dead Man Walking – Sein letzter Gang; Preis für das Lebenswerk: Robert Redford
- Sundance Film Festival: Willkommen im Tollhaus von Todd Solondz (Großer Preis der Jury)
- Tokyo Sakura Grand Prix: Kolya von Jan Svěrák
- Toronto International Film Festival: Shine – Der Weg ins Licht von Scott Hicks (Publikumspreis)
- Vancouver International Film Festival: Breaking the Waves von Lars von Trier
- Internationales Filmfestival Warschau: Trainspotting – Neue Helden von Danny Boyle (Publikumspreis)
- Writers Guild of America Award: Braveheart von Randall Wallace (Bestes Originaldrehbuch), Sinn und Sinnlichkeit von Emma Thompson (Bestes adaptiertes Drehbuch)

## Geburtstage

### Januar bis März

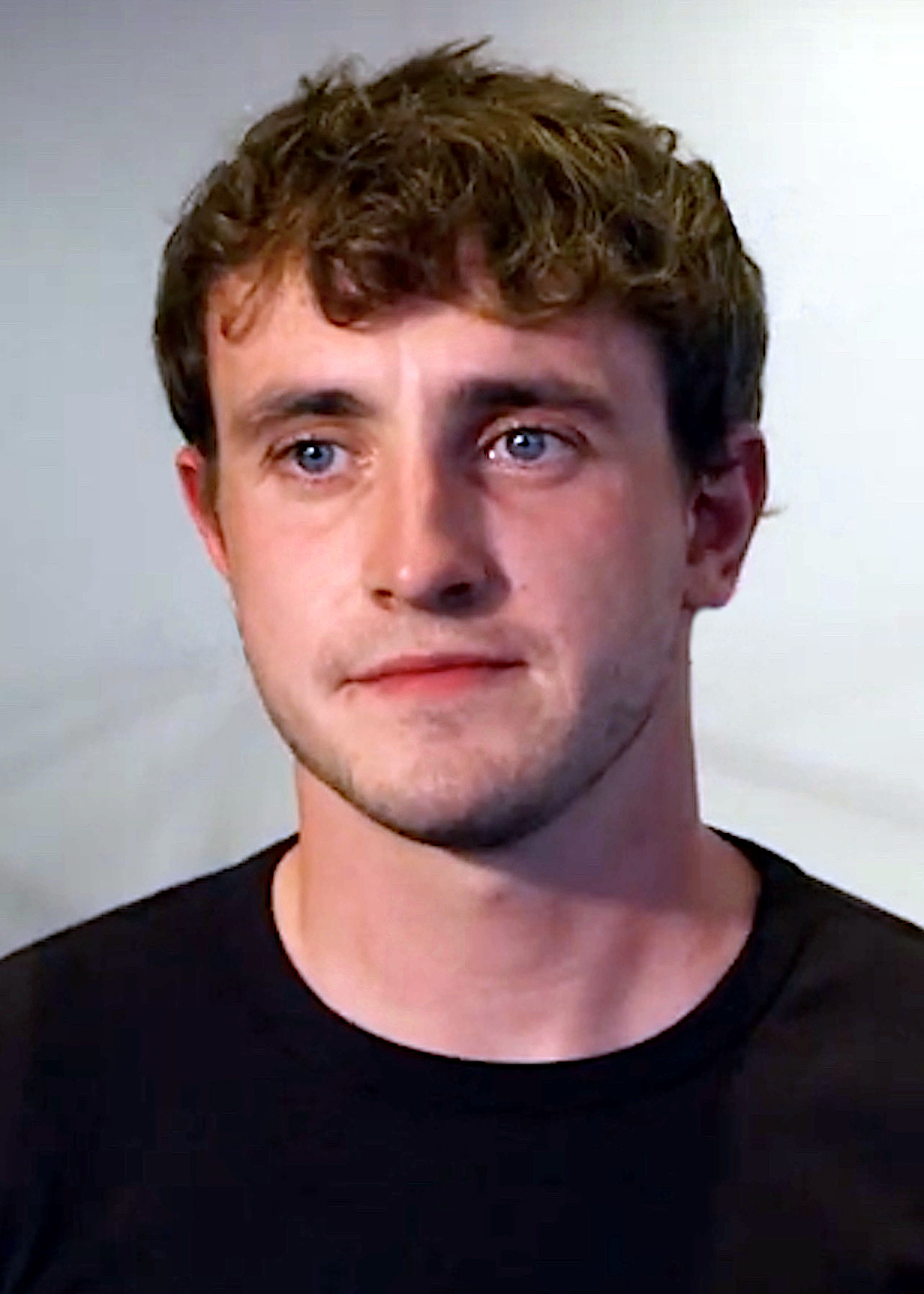
Paul Mescal (* 2. Februar)

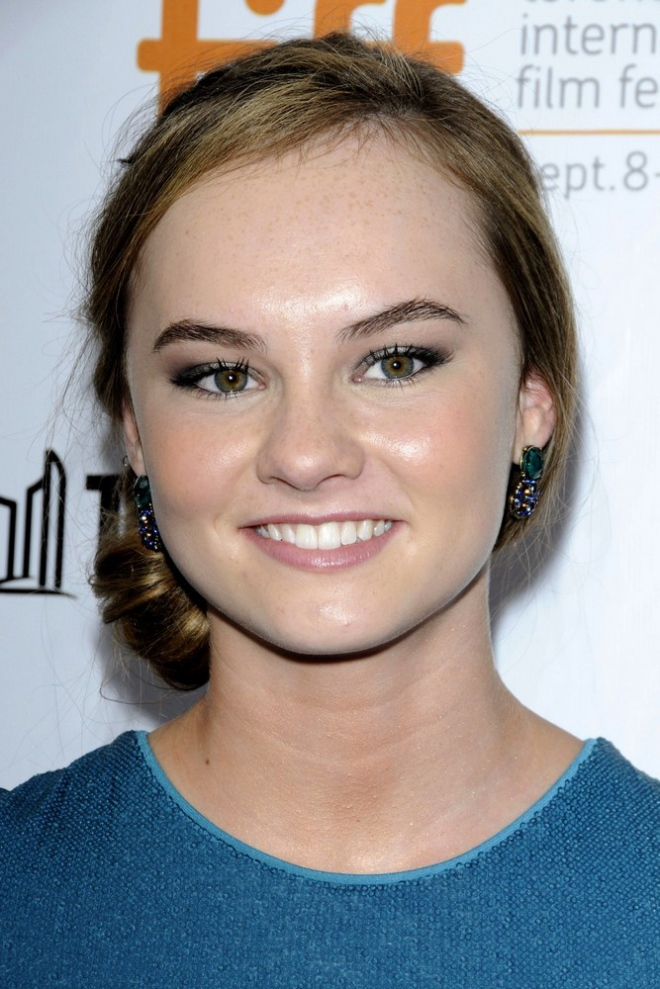
Madeline Carroll (* 18. März)

- 03. Januar: Florence Pugh, britische Schauspielerin
- 04. Januar: Valerie Huber, österreichische Schauspielerin und Model
- 05. Januar: Emma Bolger, irische Schauspielerin
- 09. Januar: Oana Gregory, rumänische Schauspielerin
- 13. Januar: Maximilian Werner, deutscher Schauspieler
- 15. Januar: Dove Cameron, US-amerikanische Schauspielerin und Sängerin
- 17. Januar: Caitlin Sanchez, US-amerikanische Schauspielerin
- 18. Januar: Sarah Gilman, US-amerikanische Schauspielerin
- 21. Januar: Jorge Lendeborg Jr., US-amerikanischer Schauspieler
- 23. Januar: Julia Albrecht, deutsche Schauspielerin
- 30. Januar: Sinje Irslinger, deutsche Schauspielerin
- 31. Januar: Joel Courtney, US-amerikanischer Schauspieler
- 31. Januar: Ana Golja, kanadische Schauspielerin und Sängerin

- 02. Februar: Dylan Authors, kanadischer Schauspieler
- 02. Februar: Paul Mescal, irischer Schauspieler
- 04. Februar: Jonathan Elias Weiske, deutscher Schauspieler
- 07. Februar: Ruby O. Fee, deutsche Schauspielerin
- 09. Februar: Jimmy Bennett, US-amerikanischer Schauspieler
- 09. Februar: Kelli Berglund, US-amerikanische Schauspielerin und Sängerin
- 10. Februar: Anica Röhlinger, deutsche Schauspielerin
- 15. Februar: Lukas Zumbrock, deutscher Schauspieler
- 17. Februar: Louis Held, deutscher Schauspieler und Sänger
- 17. Februar: Sasha Pieterse, US-amerikanische Schauspielerin
- 20. Februar: Lennart Betzgen, deutscher Schauspieler
- 21. Februar: Sophie Turner, britische Schauspielerin
- 28. Februar: Bobb’e J. Thompson, US-amerikanischer Schauspieler

- 03. März: Julia Wiedemann, deutsche Schauspielerin
- 06. März: Sabrina Wollweber, deutsche Schauspielerin
- 16. März: Ajiona Alexus, US-amerikanische Schauspielerin
- 18. März: Madeline Carroll, US-amerikanische Schauspielerin
- 22. März: Lea Freund, deutsche Schauspielerin
- 31. März: Lennart König, deutscher Schauspieler

### April bis Juni

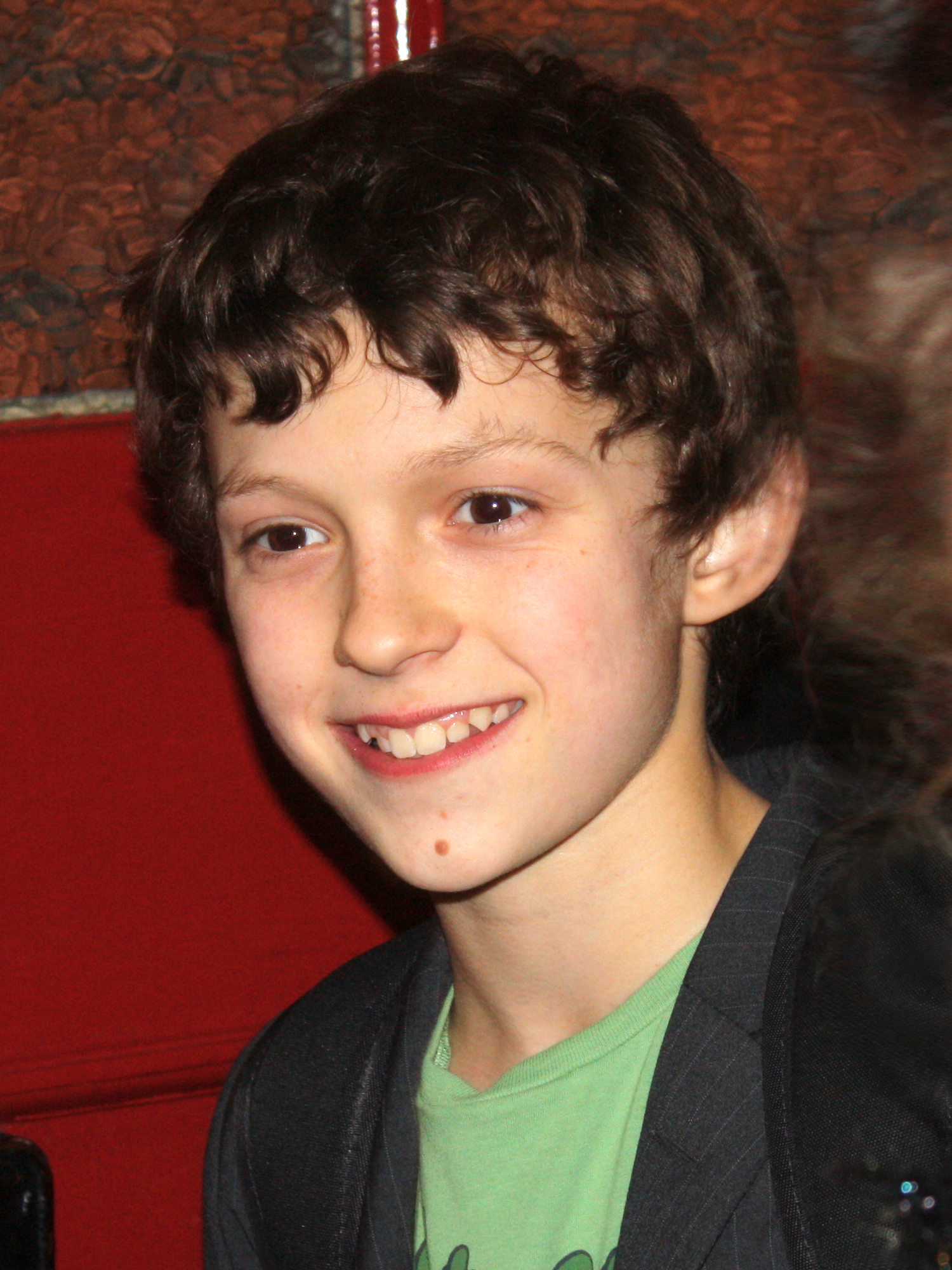
Tom Holland (* 1. Juni)

- 03. April: Sarah Jeffery, kanadische Schauspielerin
- 03. April: Milena Tscharntke, deutsche Schauspielerin
- 04. April: Jeanne Goursaud, deutsch-französische Schauspielerin
- 04. April: Gustav Schmidt, deutscher Schauspieler
- 14. April: Abigail Breslin, US-amerikanische Schauspielerin
- 16. April: Anya Taylor-Joy, argentinisch-britische Schauspielerin
- 20. April: Emelie Kundrun, deutsche Schauspielerin
- 22. April: Mala Emde, deutsche Schauspielerin
- 23. April: Charlie Rowe, britischer Schauspieler
- 25. April: Allisyn Ashley Arm, US-amerikanische Schauspielerin
- 25. April: Miguel Herrán, spanischer Schauspieler
- 29. April: Katherine Langford, australische Schauspielerin

- 03. Mai: Noah Munck, US-amerikanischer Schauspieler
- 03. Mai: Annina Walt, Schweizer Schauspielerin
- 09. Mai: Eva Bühnen, deutsche Schauspielerin
- 09. Mai: Noah Centineo, US-amerikanischer Schauspieler
- 14. Mai: McKaley Miller, US-amerikanische Schauspielerin

- 01. Juni: Tom Holland, britischer Schauspieler
- 03. Juni: Felix van Deventer, deutscher Schauspieler
- 07. Juni: Jasper Harris, britischer Schauspieler
- 12. Juni: Anna Margaret Collins, US-amerikanische Sängerin und Schauspielerin
- 13. Juni: Kodi Smit-McPhee, australischer Schauspieler
- 17. Juni: Sophie Imelmann, deutsche Schauspielerin
- 29. Juni: Emilio Sakraya, deutscher Schauspieler und Musiker
- 30. Juni: Matilda Merkel, deutsche Schauspielerin

### Juli bis September

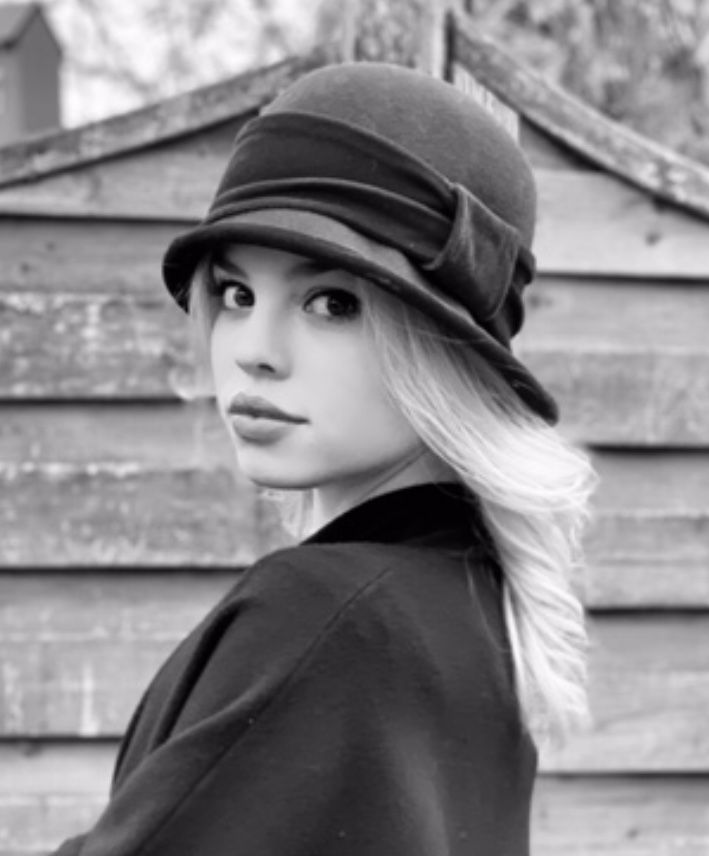
Lea Zoë Voss (* August)

- 07. Juli: Zekeria Ebrahimi, afghanischer Schauspieler
- 09. Juli: Rafael Miguel, brasilianischer Fernsehschauspieler († 2019)
- 10. Juli: Mun Ka-Young, südkoreanische Schauspielerin
- 16. Juli: Cooper Koch, US-amerikanischer Schauspieler
- 27. Juli: Ashlyn Sanchez, US-amerikanische Schauspielerin
- 31. Juli: Lorenz Hochhuth, deutscher Schauspieler

- 07. August: Tessa Allen, US-amerikanische Schauspielerin
- 12. August: Amelie Herres, deutsche Schauspielerin
- 12. August: Torri Webster, US-amerikanische Schauspielerin
- 18. August: Cole Brings Plenty, US-amerikanischer Schauspieler († 2024)
- 00. August: Lea Zoë Voss, deutsche Theater- und Filmschauspielerin

- 01. September: Zendaya, US-amerikanische Schauspielerin, Sängerin und Tänzerin
- 03. September: Park Soo-young, südkoreanische Sängerin und Schauspielerin
- 12. September: Colin Ford, US-amerikanischer Schauspieler und Synchronsprecher
- 13. September: Lili Reinhart, US-amerikanische Schauspielerin
- 15. September: Jake Cherry, US-amerikanischer Schauspieler
- 16. September: Matti Schmidt-Schaller, deutscher Schauspieler
- 17. September: Justin Holborow, australischer Schauspieler
- 19. September: Connor Swindells, britischer Schauspieler

### Oktober bis Dezember

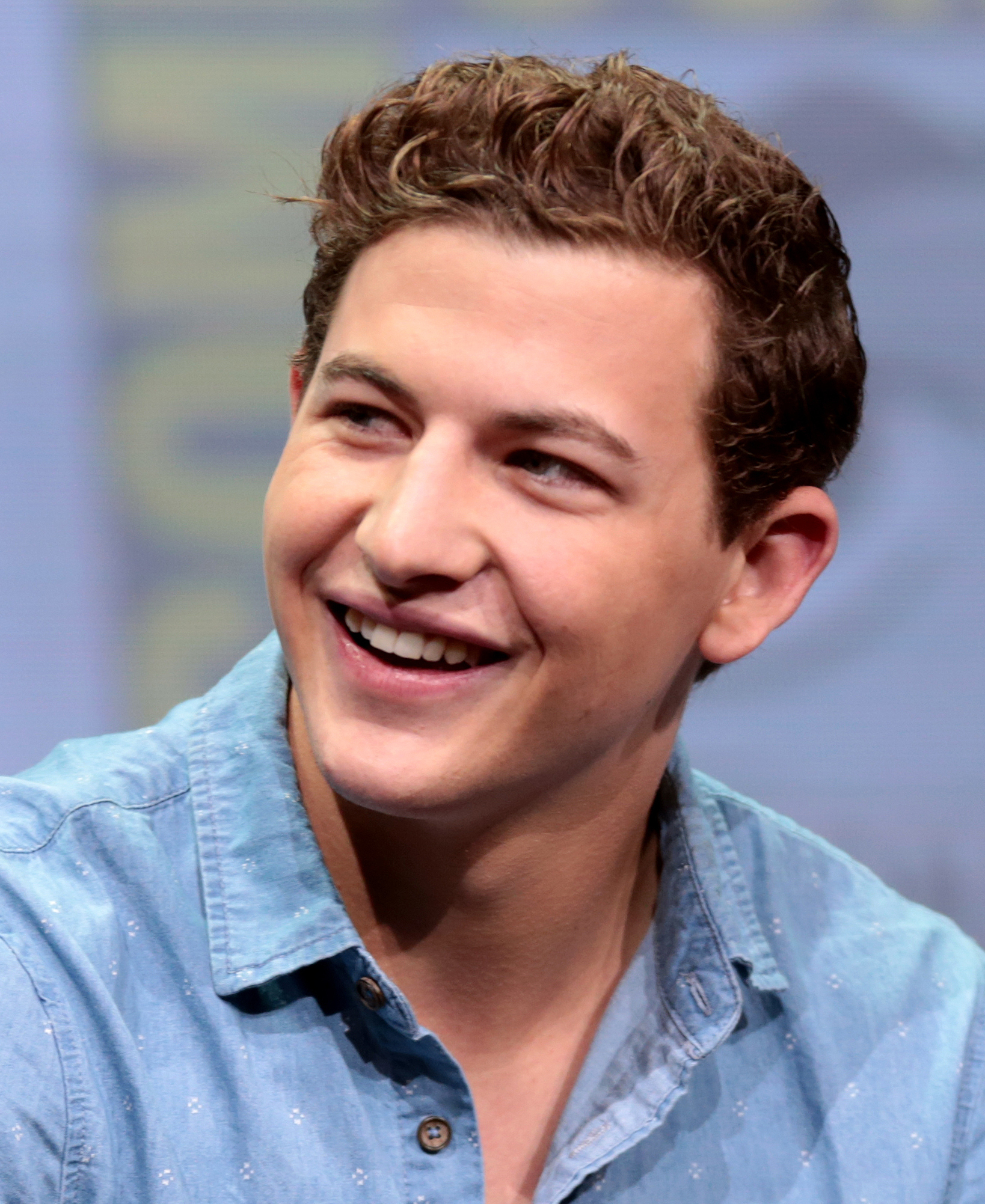
Tye Sheridan (* 11. November)

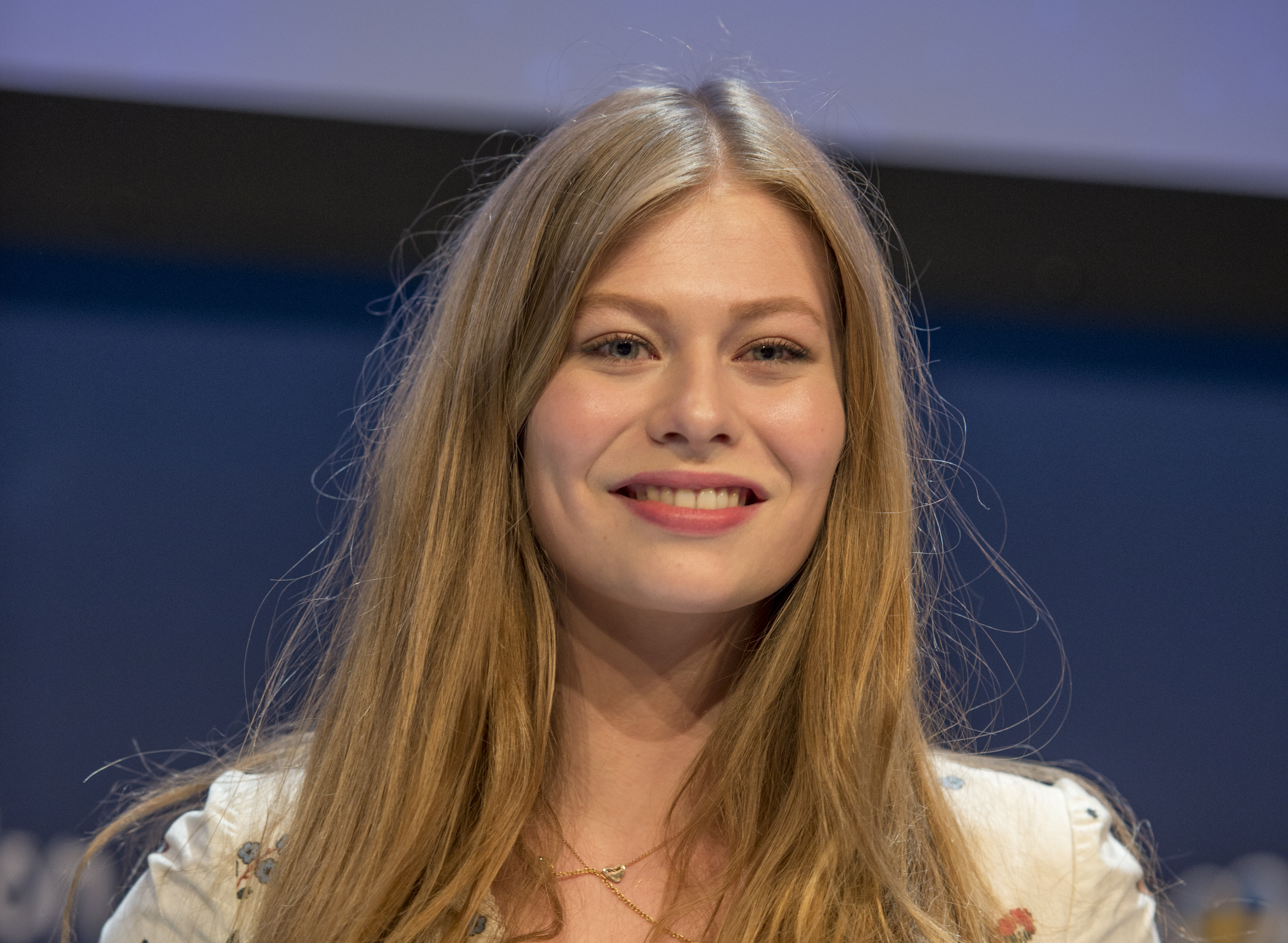
Zoë Straub (* 1. Dezember)

- 03. Oktober: Adair Tishler, US-amerikanische Schauspielerin
- 04. Oktober: Ryan Lee, US-amerikanischer Schauspieler
- 11. Oktober: Fynn Henkel, deutscher Schauspieler († 2015)
- 18. Oktober: Olivia Burkhart, deutsche Schauspielerin
- 19. Oktober: Chance Perdomo, britischer Schauspieler († 2024)
- 28. Oktober: Jasmine Jessica Anthony, US-amerikanische Schauspielerin

- 01. November: Daniela Melchior, portugiesische Schauspielerin
- 03. November: Aria Wallace, US-amerikanische Schauspielerin
- 04. November: Mercedes Müller, deutsche Schauspielerin und Kickboxerin
- 11. November: Tye Sheridan, US-amerikanischer Schauspieler
- 12. November: Oulaya Amamra, französische Schauspielerin
- 22. November: Madison Davenport, US-amerikanische Schauspielerin
- 22. November: Leon Seidel, deutscher Schauspieler und Hörspielsprecher
- 23. November: Helene Luise Doppler, deutsche Schauspielerin
- 26. November: Louane Emera, französische Sängerin und Schauspielerin

- 01. Dezember: Zoë Straub, österreichische Sängerin und Schauspielerin
- 06. Dezember: Stefanie Scott, US-amerikanische Schauspielerin
- 10. Dezember: Thomas Doret, belgischer Schauspieler
- 11. Dezember: Hailee Steinfeld, US-amerikanische Schauspielerin
- 12. Dezember: Miguel Bernardeau, spanischer Schauspieler
- 12. Dezember: Marco Eßer, deutscher Synchronsprecher Hörbuchsprecher und Hörspielsprecher
- 14. Dezember: Barbie Ferreira, US-amerikanische Schauspielerin und Model
- 15. Dezember: Julia Windischbauer,  österreichische Schauspielerin
- 21. Dezember: Kaitlyn Dever, US-amerikanische Schauspielerin
- 21. Dezember: Cosima Henman, deutsche Schauspielerin
- 22. Dezember: Ludwig Simon, deutscher Schauspieler
- 29. Dezember: Dylan Minnette, US-amerikanischer Schauspieler und Musiker
- 30. Dezember: Jojo Macari, britischer Schauspieler und Musiker

### Datum unbekannt
- Marie Bloching, deutsche Film- und Theaterschauspielerin
- Sofie Eifertinger, deutsche Schauspielerin
- Simon Morzé, österreichischer Schauspieler
- Riccardo Pallotta, deutscher Schauspieler

## Verstorbene

### Januar bis März
- 01. Januar: Jessie Vihrog, deutsche Schauspielerin (* 1907)
- 07. Januar: William H. Clothier, US-amerikanischer Kameramann (* 1903)
- 15. Januar: Gerhard Huttula, deutscher Kameramann (* 1902)
- 19. Januar: Don Simpson, US-amerikanischer Produzent (* 1943)
- 29. Januar: Jamie Uys, südafrikanischer Regisseur (* 1921)
- 30. Januar: Guy Doleman, neuseeländischer Schauspieler (* 1923)

Februar

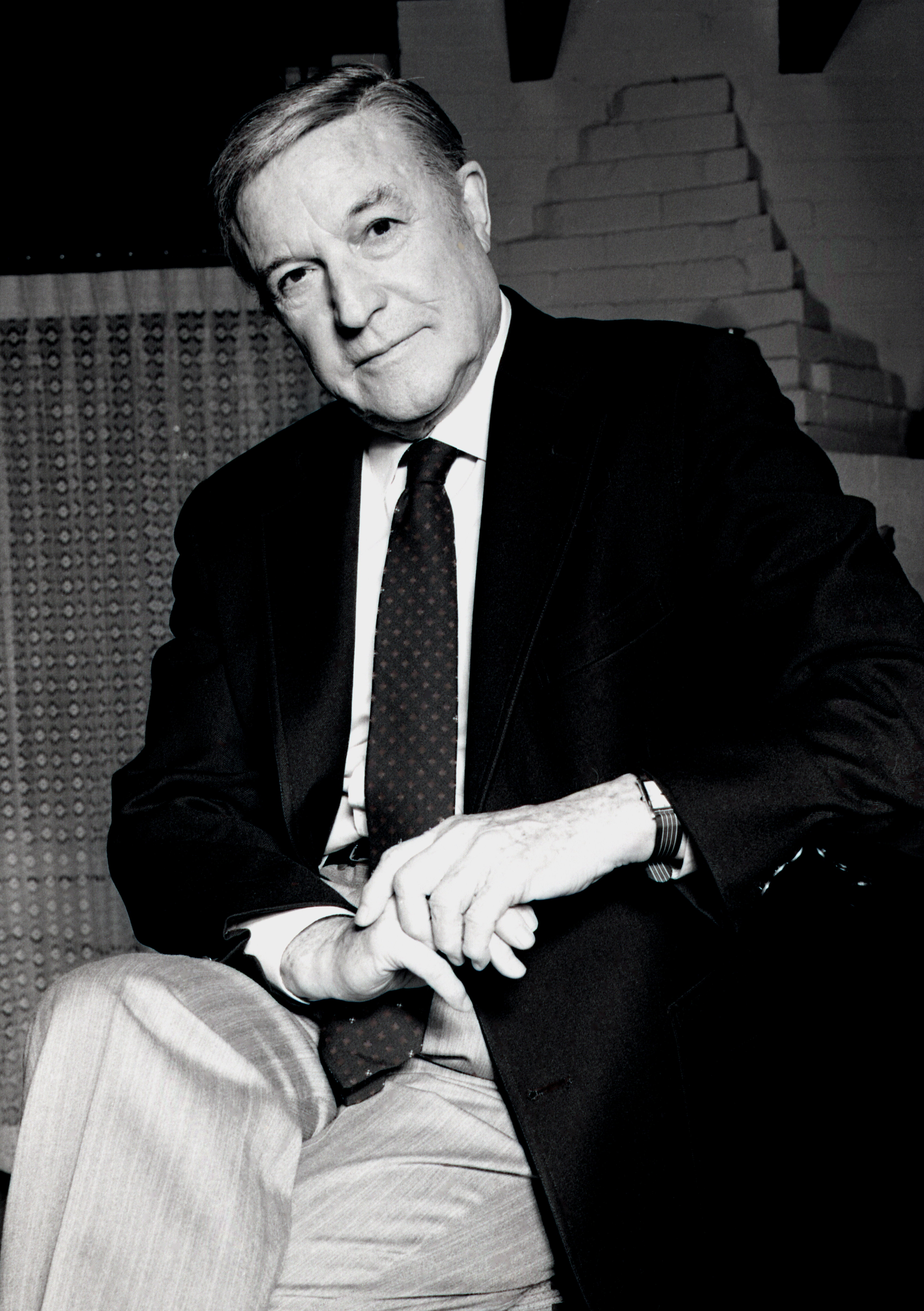
Gene Kelly (1912–1996)

- 02. Februar: Gene Kelly, US-amerikanischer Schauspieler (* 1912)
- 03. Februar: Audrey Meadows, US-amerikanische Schauspielerin (* 1922)
- 06. Februar: Guy Madison, US-amerikanischer Schauspieler (* 1922)
- 12. Februar: Gina Falckenberg, deutsche Schauspielerin (* 1907)
- 13. Februar: Martin Balsam, US-amerikanischer Schauspieler (* 1919)
- 14. Februar: Mark Venturini, US-amerikanischer Schauspieler (* 1961)
- 15. Februar: Tommy Rettig, US-amerikanischer Schauspieler (* 1941)
- 15. Februar: McLean Stevenson, US-amerikanischer Schauspieler (* 1929)
- 17. Februar: Klaus Schlette,  deutscher Schauspieler (* 1928)
- 18. Februar: Josef Meinrad, österreichischer Schauspieler (* 1913)
- 20. Februar: Audrey Munson, US-amerikanische Schauspielerin (* 1891)
- 25. Februar: Haing S. Ngor, kambodschanischer Schauspieler (* 1940)

März
- 05. März: Whit Bissell, US-amerikanischer Schauspieler (* 1909)
- 06. März: Simon Cadell, britischer Schauspieler (* 1950)
- 08. März: Werner Schlichting, deutscher Szenenbildner (* 1904)
- 09. März: George Burns, US-amerikanischer Schauspieler (* 1896)
- 12. März: Marte Harell, österreichische Schauspielerin (* 1907)
- 13. März: Lucio Fulci, italienischer Regisseur (* 1927)
- 13. März: Krzysztof Kieślowski, polnischer Regisseur (* 1941)
- 17. März: René Clément, französischer Regisseur (* 1913)
- 17. März: Christa Wehling, deutsche Schauspielerin (* 1928)
- 18. März: Odysseas Elytis, griechischer Dichter und Literaturnobelpreisträger (* 1911)
- 22. März: Helge Weindler, deutscher Kameramann (* 1947)
- 23. März: Jules Schermer, US-amerikanischer Filmproduzent (* 1908)
- 27. März: Alfred Hirschmeier, deutscher Szenenbildner (* 1931)
- 28. März: Barbara McLean, US-amerikanische Filmeditorin (* 1903)

### April bis Juni

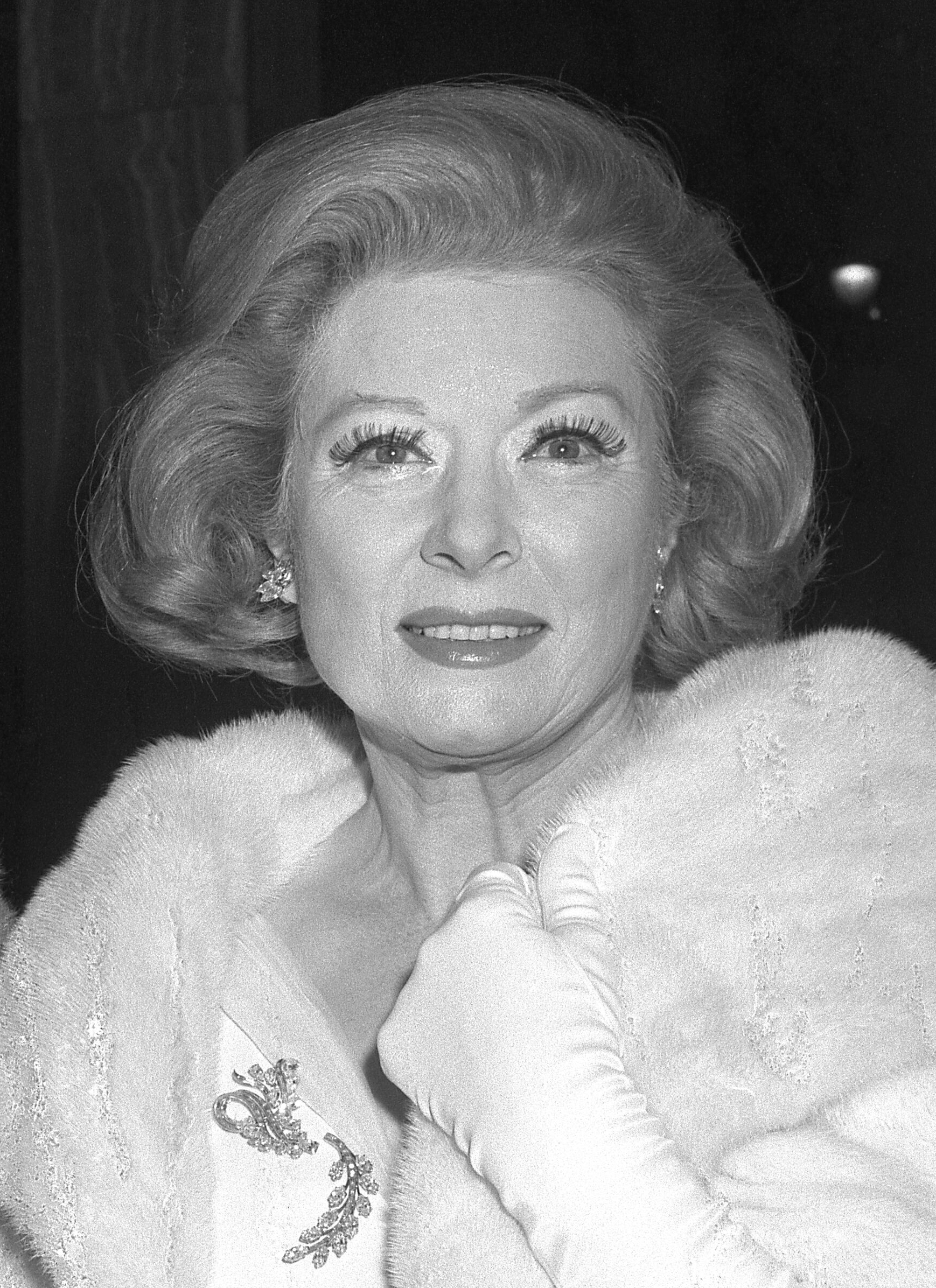
Greer Garson (1904–1996)

- 06. April: Greer Garson, britische Schauspielerin (* 1904)
- 08. April: Georges Géret, französischer Schauspieler (* 1924)
- 08. April: Ben Johnson, US-amerikanischer Schauspieler (* 1918)
- 08. April: León Klimovsky, argentinischer Regisseur (* 1906)
- 16. April: Lucille Bremer, US-amerikanische Schauspielerin (* 1917)
- 17. April: Tomás Gutiérrez Alea, kubanischer Regisseur (* 1928)
- 25. April: Saul Bass, US-amerikanischer Designer und Vorspanngestalter (* 1920)
- 26. April: Stirling Silliphant, US-amerikanischer Drehbuchautor (* 1918)
- 29. April: Günter Gräwert, deutscher Regisseur (* 1930)
- 30. April: Rosaura Revueltas, mexikanische Schauspielerin (* 1910)

Mai
- 06. Mai: Heini Kaufeld, deutscher Schauspieler (* 1920)
- 19. Mai: John Beradino, US-amerikanischer Schauspieler (* 1917)
- 23. Mai: Dorothy Hyson, US-amerikanische Codebrecherin und Schauspielerin (* 1914)
- 24. Mai: John Abbott, britischer Schauspieler (* 1905)
- 24. Mai: Norman René, US-amerikanischer Theater- und Filmregisseur (* 1951)

Juni
- 02. Juni: John Alton, US-amerikanischer Kameramann (* 1901)
- 02. Juni: Alberto Farnese, italienischer Schauspieler (* 1927)
- 02. Juni: Leon Garfield, britischer Drehbuchautor (* 1921)
- 03. Juni: Peter Glenville, britischer Regisseur und Schauspieler (* 1913)
- 10. Juni: Jo Van Fleet, US-amerikanische Schauspielerin (* 1914)
- 11. Juni: Brigitte Helm, deutsche Schauspielerin (* 1908)
- 21. Juni: Lash La Rue, US-amerikanischer Schauspieler (* 1917)
- 21. Juni: Kiril Wariski, bulgarischer Schauspieler (* 1954)
- 27. Juni: Albert R. Broccoli, US-amerikanischer Produzent (* 1909)

### Juli bis September

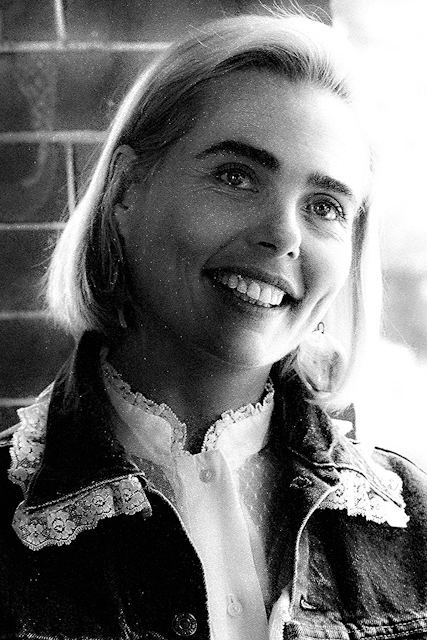
Margaux Hemingway (1954–1986)

- 02. Juli: Margaux Hemingway, US-amerikanische Schauspielerin (* 1954)
- 08. Juli: Richard Groschopp, deutscher Regisseur (* 1906)
- 08. Juli: Irene Prador, österreichische Sängerin und Schauspielerin (* 1911)
- 13. Juli: Pandro S. Berman, US-amerikanischer Produzent (* 1905)
- 14. Juli: Karl Paryla, österreichischer Schauspieler (* 1905)
- 15. Juli: Dana Hill, US-amerikanische Schauspielerin (* 1964)
- 21. Juli: Herb Edelman,  US-amerikanischer Schauspieler (* 1933)
- 24. Juli: Virginia Christine, US-amerikanische Schauspielerin (* 1920)
- 30. Juli: Claudette Colbert, französische Schauspielerin (* 1903)
- 30. Juli: Magda Schneider, deutsche Schauspielerin (* 1909)

August
- 14. August: Camilla Horn, deutsche Schauspielerin (* 1903)
- 16. August: Miles Goodman, US-amerikanischer Komponist (* 1949)
- 24. August: Jean Aurel, französischer Drehbuchautor und Filmregisseur (* 1925)
- 27. August: Greg Morris, US-amerikanischer Schauspieler (* 1933)
- 30. August: Christine Pascal, französische Schauspielerin (* 1953)

September
- 07. September: Bibi Besch, US-amerikanische Schauspielerin (* 1940)
- 07. September: Joseph F. Biroc, US-amerikanischer Kameramann (* 1903)
- 07. September: Bruno Corbucci, italienischer Regisseur und Drehbuchautor (* 1931)
- 10. September: Joanne Dru, US-amerikanische Schauspielerin (* 1922)
- 13. September: Jane Baxter, britische Schauspielerin (* 1909)
- 16. September: Ruggero Mastroianni, italienischer Filmeditor (* 1929)
- 16. September: Gene Nelson, US-amerikanischer Schauspieler und Regisseur (* 1920)
- 16. September: Joan Perry, US-amerikanische Schauspielerin (* 1911)
- 18. September: Annabella, französische Schauspielerin (* 1907)
- 19. September: Ștefan Mihăilescu-Brăila, rumänischer Schauspieler (* 1925)
- 21. September: Claus Holm, deutscher Schauspieler (* 1918)
- 22. September: Dorothy Lamour, US-amerikanische Schauspielerin (* 1914)
- 24. September: Mark Frankel, britischer Schauspieler (* 1962)
- 26. September: Heinz Engelmann, deutscher Schauspieler (* 1911)

### Oktober bis Dezember

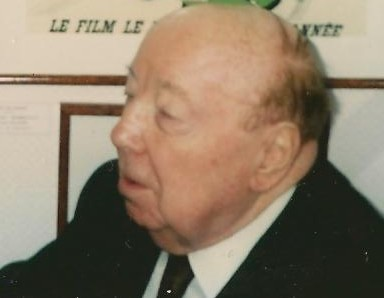
Marcel Carné (1906–1996)

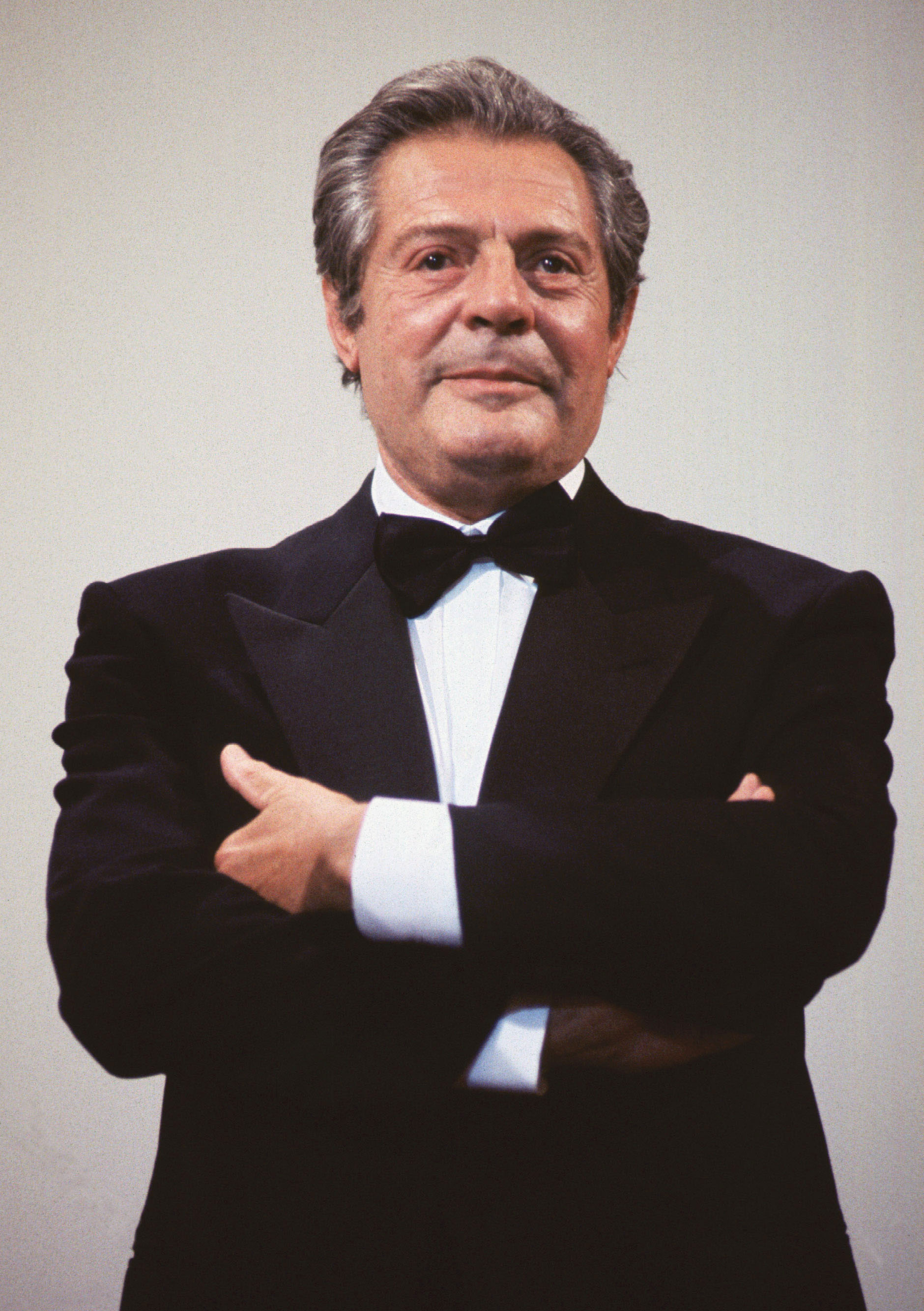
Marcello Mastroianni (1924–1996)

- 04. Oktober: Masaki Kobayashi, japanischer Regisseur (* 1916)
- 08. Oktober: William Prince, US-amerikanischer Schauspieler (* 1913)
- 13. Oktober: Beryl Reid, britische Schauspielerin (* 1920)
- 14. Oktober: Laura La Plante, US-amerikanische Schauspielerin (* 1904)
- 18. Oktober: Susan Shentall, britische Schauspielerin (* 1934)
- 31. Oktober: Marcel Carné, französischer Regisseur (* 1909)

November
- 14. November: Virginia Cherrill, US-amerikanische Schauspielerin (* 1908)
- 14. November: Kurt von Ruffin, deutscher Sänger und Schauspieler (* 1901)
- 20. November: Gustl Gstettenbaur, deutscher Schauspieler (* 1914)
- 21. November: Sandro Continenza, italienischer Drehbuchautor (* 1920)
- 22. November: Maria Casarès, französische Schauspielerin (* 1922)
- 22. November: Mark Lenard, US-amerikanischer Schauspieler (* 1924)
- 29. November: Jordan Cronenweth, US-amerikanischer Kameramann (* 1935)

Dezember
- 08. Dezember: Howard E. Rollins junior, US-amerikanischer Schauspieler (* 1950)
- 12. Dezember: Larry Gates, US-amerikanischer Schauspieler (* 1915)
- 13. Dezember: Otto Kurth, deutscher Schauspieler und Regisseur (* 1912)
- 19. Dezember: Marcello Mastroianni, italienischer Schauspieler (* 1924)
- 22. Dezember: Igor Oberberg, russisch-deutscher Kameramann (* 1907)
- 30. Dezember: Lew Ayres, US-amerikanischer Schauspieler (* 1908)
- 30. Dezember: Jack Nance, US-amerikanischer Schauspieler (* 1943)